# Léon-Alexis Guiot
Léon-Alexis Guiot, francoski general, * 1886, † 1973.